# KFormula
KFormula è un software libero per l'elaborazione e la creazione di formule matematiche, in modo simile a Microsoft Equation Editor.
Le formule create possono essere esportate in PDF o inserite direttamente all'interno di altri documenti di KOffice, ridenominato Calligra Suite da dicembre 2010.
Faceva parte del pacchetto KOffice 2.2.0, distribuito nel 2010, una suite office integrata al desktop environment KDE. È stato portato sulle librerie Qt 4 al fine di renderlo multipiattaforma.
Essa fornisce servizi di input semplice e supporta le funzionalità attese dall'uso di Calligra Suite.
I lavori su KFormula sono iniziati nel 2004.
La prima versione distribuita nell'Aprile 2004 era parte di KOffice 1.5.